# 榆林钟楼
榆林钟楼是一座优雅独特的过街门楼，位于中国陕西省榆林市榆阳区古城大街中段，是古城的地标之一。在六楼骑街的这条大街上，唯一一座仿西洋式建筑。已列为陕西省文物保护单位。

## 历史
榆林钟楼，始建于明，清末毁于战火。而今所见古城大街中心的钟楼，民国10年(1921年)，榆林绅士白伯英、郭维藩等为镇守使井岳秀祝寿，在大街原被焚牌楼旧址动工建“井公祠”，在楼上供奉井岳秀照片牌位，取名“长春楼“，后改为钟楼。文革期间一度改名“东方红楼”。

## 建筑
榆林钟楼为仿西洋式建筑，高3层，24米。南北长20米，东西宽14.8米。底层为通街洞道，门额东为“芹水流芬”，西为“驼峰险峻”，南为“南控乌延”，北为“北临雁塞”。二层砖匾，南为“平边”，“挹清”，北为“颐芳”，“拥翠”。三层八角亭，旧时悬大铜钟报时。南三层横额题刻“万流仰镜”，券窗上砖匾“临风”“快雪”；北三层横额题刻“蜚英腾茂”，券窗上砖匾“得月”“凌云”。

## 保护
2008年9月16日，榆林钟楼公布为第五批陕西省文物保护单位，编号5-5-47，近现代重要史迹和代表性建筑类。